# Sudis atrox
Sudis atrox är en fiskart som beskrevs av Rofen, 1963. Sudis atrox ingår i släktet Sudis och familjen laxtobisfiskar. Inga underarter finns listade i Catalogue of Life.